# Ханау
Ханау (њем. Hanau) је град у немачкој савезној држави Хесен, на истоку регије Рајна-Мајна. Смештен је на ушћу реке Кинциг у реку Мајну. Припада франкфуртској агломерацији и град је са посебним статусом округа Мајн-Кинциг. Шести је по величини град у савезној држави Хесен Као битно железничко чвориште и због луке на реци Мајни представља важан транспортни центар. Град је познат по томе што је родно место Јакоба и Вилхелма Грима.
Ханау, некада седиште лордова и грофова Ханауа, изгубило је велики део свог архитектонског наслеђа у Другом светском рату. Британски ваздушни напад 1945. године створио је ватрену олују, убивши једну шестину преосталог становништва и уништивши 98 одсто старог града и 80 одсто укупног града. Након послератне обнове, град Ханау је поново економско и културно средиште региона Маин-Кинзиг и важно саобраћајно, индустријско и технолошко место.
До 2005. године, Ханау је био административно средиште округа Маин-Кинзиг, када се средиште пресељава у Гелнхаузен.
Дана 19. фебруара 2020., нападач је напао два угоститељска објекта у Ханау, убивши девет људи, пореклом ван Немачке, пре него што је убио мајку и себе.

## Географија

### Положај
Град је смештен 25 km источно од Франкфурта на Мајни у округу Мајна-Кинциг у немачкој савезној држави Хесен. Град се налази на ушћу реке Кинциг у Мајну, на надморској висини од 104 метра. Површина општине износи 76,5 km².

### Клима
Клима у Ханауу је топла и умерена. Ханау је град са значајним падавинама. Чак и у најсушнијим месецима има пуно кише. Најмање падавина пада у фебруару (просечно 39 mm падавина), док највише падавина буде у јуну ( 71 mm падавина).
Са просеком од 19,1 °C, јул је најтоплији месец. Јануар је најхладнији месец у години са просечном температуром од 0,7 °C.

### Суседне општине
Ханау граничи са десет градова и општина:
- на северу: општина Шенек, град Брухкебел
- на североистоку: општина Роденбах, град Ерлензе
- на југоистоку: општина Кал на Мајни (у баварском округу Ашафенбург)
- на југу: Гроскроценбург и Хајнбург, Обертсхаузен(оба у округуОфенбах)
- на западу: Град Милхајм на Мајни (округ Офенбах) и Маинтал

## Историја

### Име
Најстарија споменута Ханау, као hagenouwa, датира од 20. марта 1143, која се касније мења у Hagenowa(1151) или Hagenowe (1234, 1238, 1240). Топономастика се данас заснива на комбинацији немачких речи Hagen и Aue . Име значи нешто попут "ограђено или утврђено насеље у речном окружењу".

### Средњи век

#### Стари град
Замак у Ханау први пут се спомиње 1143. Тада се око дворца развило насеље. Краљ Албрехт I, 2. фебруара 1303. додељује насељу градска и трговачка права. Ово се односило на право отварања пијаце и избора савета на челу са два градоначелника, као и ослобођењем од кметства („Градски ваздух вас чини слободнима“). За то време, почела је изградња првог градског зида.
У 15. веку, градско становништво је порасло и град се значајно проширио. На западу је оформљено предграђе, изван првобитног зида, да би 1470. и ово предграђе било заштићено зидинама. Под грофом Филипом II од Ханау-Мунзенберга, 1528. године,започета је градња градског утврђење са два зидна система.

#### Нови град (Нојштат)
Највећи и најзначајнији подстицај развоју града се десио 1. јуна 1597. године када је гроф Филип Лудвиг II потписао уговор са валонским и холандским калвинистичким избеглицама о досељавању у град.
Осим становништва, Хугуенота, у град је дошао и капитал као и специјалистичка знања новодосељених. Сходно обећању о слободи исповедања вере, избеглице су се обавезале да послују у Ханауу и одмах су формирали своју заједницу, цркву и управу за „нови град Ханау“ (Неустадт Ханау). Нојштат је више од 200 година имао своју независну општину у односу на стари дио града. У свој, новоформирани град Ханау Нојштат, донели су и свој архитектонски стил. Кућу су градили одмах до улице, а иза куће, у дворишту, градили су своје радионице. Поред златара, производње сукна и свилених предмета, шеширџијских радњи и многих других радионица, почеле су да се отварају и прве фабрике. Доласком Валонаца и Холанђана почео је успон Ханауа као важног пословног мјеста. Нови град - већи од старог - био је заштићен тада модерним утврђењем у барокном стилу, које је показало свој значај тек неколико година касније у Тридесетогодишњем рату. Град је преживео опсаду 1637. године са само мањим оштећењима.
Филип Лудвик II је населио и Јевреје у Ханауу. Јеврејска заједница постоји од 1604. године.

### 19. век
За време Наполеонових ратова, сам цар наредио је уништење фортификација Ханауа. То је створило шансу да се оба дела града шире преко својих традиционалних граница.
На ширем подручју Ханауа, збила се 30. и 31. октобра 1813, не баш велика али тактички битна, Битка код Ханауа између француских трупа и аустро-баварских снага. Победа Француза омогућила је да се Наполеонова војска повуче на француско тло, опорави и припреми за наступајућу инвазију на Француску.
Током 1820-их, администрације оба града Ханау су спојене. Са својим прединдустријским радионицама Ханау је постао језгро тешке индустријализације током 19. века. Томе је у великој мери допринео његов развој као важног железничког чворишта.
У 19. веку Ханау је био центар немачког демократског покрета и дао је значајан допринос револуцијама и 1830. и 1848. године. Услед чега је накратко био окупиран савезничим контрареволуционим снагама Баварске и Аустрије. Град и цео округ, 1866. године, коначно бивају припојени Прусији. Крајем 19. века Ханау је постао главни гарнизонски град. Због железничког чворишта, овде је био стациониран велики број војних инжењера, као и друге војне јединице.

### 20. век
Доласком на власт Националсоцијалиста 1933. године и ступање "Нирнбершких закона", Јевреји који су остали до почетка Другог светског рата депортовани су и убијени. 
Неколико дана пре него што је Ханау преузела америчка војска, у у британским ваздушним нападима, марта 1945. године, уништено је око 87% града. Од 15.000 становника који су у то време остали у граду, 2.500 је погинуло у бомбардовању.
У граду је био један од највећих гарнизона америчке војске у Европи. Будући да је на стратешки важној локацији на, такозваном, Фулдском коридору (енг. Fulda Gap), број војног особља је на врхунцу током хладног рата ишао и до 45.000 војника, америчких цивила и њигових чланова породице. Гарнизон је затворен у априлу 2018. У међувремену је већина бивших војних објеката и локација добила цивилну намену.

## Становништво
Са 96 158 становника то је шести најнасељенији град Хесен . Више од 25% становника су страни држављани или грађани ненемачког порекла.

## Религија
Становништво је како кроз историју тако и данас, конфесионално, веома хетерогено.
Број припадника верских заједница током времена:
- 1885: 18,995 протестанти (= 77,92%), 4,599 католици (= 18,87%), 196 остале хришћанских заједнице(= 0,80%), 574 јевреја (= 2,35%), 13 осталих (= 0,05%) становника
- 1961: 30.565 протестанти (= 64.75%), 13.275 католици (= 28.12%) становника[11]

Дана 31. децембра 2003. године 27.492 становника је припадало римокатоличкој, а 24.410 евангеличкој цркви. Осам година касније, 31. децембра 2011. године, било је знатно мање припадника ових заједница, наиме било је 23.885 римокатолика и 20.499 припадника евангеличке цркве, а других око 45.000. 

## Јеврејска заједница
Најранији писани докази о присуству Јевреја у Ханауу датирају из 1313. године. У 17. и 18. веку Ханау се развио у важан центар хебрејског штампарства. Заједница је бројала 540 особа 1805, 80 породица 1830, 447 особа 1871, а 657 на прелазу века. 1925. године у Ханау је било 568 Јевреја.

## Грб и застава
Грб Ханауа води порекло од грофова и грофовије Ханау. Основу грба чини штит, подељен у црно и златно. Лево је златни окруњени лав црвеног језика у пратњи седам сребрних крстова, а десно су три црвена шеврона на златној подлози, док се, као мотив на челенки, појављује бели лабуд .

## Међународна сарадња

### Партнерски градови
- Нилуфер, Бурса
- Јарослав
- Дартфорд
- Тотори
- Конфлан Сент Онорен
- Франшвил (Рона)
- }Таиџоу, Ђангсу

### Пријатељски градови
- Валтерсхаузен

## Култура

### Манифестације

#### Фестивал бајке-Браћа Грим
Фестивал бајке одржава се сваке године од маја до јула / августа у "Амфитеатру" поред дворца Парк Филипсруе. У знак сећања на браћу Грим, синове града Ханауа, овде се драматизирају и постављају разне бајке из њихових збирки.

#### Концерт замка Филипсруе
Концерти палате Филипсруе представљају серију манифестација класичне музике, које се од 1987. године одржавају сваке године.

#### Kinzigtal total
Једном годишње се одржава бициклистичка недеља под називом Kinzigtal total.

### Музеји
У Ханау постоји девет музеја, збирки и музејских објеката. Историјски музеј у замку Филипсруе најпознатији је од музеја у граду. Град управља и музејем за археологију, регионалну праисторију и рану историју, као и историју града, који се налази у дворцу у Штајнхејму.

## Економија и инфраструктура

### Саобраћај

#### Ваздушни саобраћај
Ханау нема свој аеродром. Мали авиони лете са аеродрома у Мајнхаузену и Лангенселболд. Међународни аеродром Франкфурт је удаљен око 30 километара од центра града.

#### Железница
Ханау је кроз историју био важно железничко чвориште. Тако и данас заузима важно место у железничкој мрежи Немачке. Пруга се из Ханауа грана у шест праваца па тако имамо и линије: Франкфурт (РЕ / РБ 55), Ашафенбург (РЕ / РБ 55), Фулда (РЕ / РБ 50), линија Бебра - Франкфурт, Фридберг (RB 49) и за Ербах и Ебербах, такозвана Оденвалд пруга (RE/RB 64).
У Ханауу се поред главне железничке станице, која повезује горе наведене руте, налазе и станице Ханау Вест и Ханау-Вилхелмсбад на линији за Франкфурт, стајалиште Гросаухеим (линија за Ашафенбург), станица Волфганг(линија за Фулду), Штанхеим (Маин) и Норд- Ханау (линија Фридберг) и станица Ханау-Клеин Аухеим (Оденвалд железница) . 
Стари железнички депо је сада музеј железнице.

#### Друмски саобраћај
Град је повезан са добро развијеном путном мрежом, укључујући савезне аутопутеве А 3, А 45 и А 66, као и савезне аутопутеве Б 8, Б 43, Б 43а и Б 45. Поред тога, ту је и мноштво градских, магистралних и локаних путева.

#### Градски превоз
Градски и локални превоз су одлично организовани. Бројне аутобуске линије повезују град са приградским насељима и суседним градовима. Трамвај у Ханауу постоји још од 1908. године. Тренутно има 13 градских трамвајских линија.
Град је повезан линијама S 8 (од 1995) и S 9 (од 2000) С-Бан Раина-Мајна мреже.

#### Речни саобраћај
Лука у Ханауу је једна од највећих лука на Мајни, каналу Мајина-Дунав и Дунаву.

### Индустрија
Ханау је дом неколико значајних компанија из области технологије материјала, медицинске и стоматолошке технологије, хемије и пројектовања и изградње постројења. Историјски гледано, био је дом прве немачке фабрике фајанса и има дугу традицију у златарству и изради накита. Велике компаније са седиштем у Ханауу између осталих су: Heraeus, Evonik Industries, Dunlop, ALD Vacuum Technologies, Vacuumschmelze и Umicore. Многе компаније хемијске индустрије смештене су у индустријској зони Волфганг.

### Незапосленост
Стопа незапослености у априлу 2008. била је 5,6 посто што је било испод просјека Хесена(6,8 посто). Стопа незапослености у Ханауу у априлу 2015. износила је 6,9 процената, док је у Хесену просечно била 5,5 посто. Супротно националном тренду, незапосленост је порасла. Стопа незапослености је и сада изнад просека савезне државе Хесен.

### Судови и институције
Ханау је, између осталог, седиште Окружног суда Ханау (Landgerichts), Јавног тужилаштва Ханау и Основног суда Ханау (Amtsgericht).

### Здравство
У Ханауу се, сем градске клинике Ханау налази се и болница Ст. Винсента. Такође, постоји мношто установа за збрињавање старих лика као и других здравствених установа.

### Образовање
У школској 2004/2005. Години у 868 разреда ханауских школа похађало је 19.113 ученика. Удео странаца био је 22,9 одсто.
Укупно 15 основних школа постоји у Ханауу и велики број државних и приватних средњих школа.
Државна академија цртања Ханау је једна од најстаријих школа за дизајн племенитих метала у Европи, чији почеци сежу у 1776 годину, када су тадашњи познати златари Ханауа, основали "школу цртања", како би унапредили дизајн накита и посуђа које су производили.

### Спорт
Спортско друштво ТГ Ханау - службени назив Turngemeinde 1837 Hanau a. V - је спортски друштво које окупља највећи број спортиста у Ханауу. У склопу друштва активно је више клубова различитих спортова: кошарка, одбојка, бадминтон, бејзбол, хокеј, стони тенис и други. Друштво броји око 3700 чланова. Ханау је такође дом најстаријих фудбалских клубова Хесена, FC Hanau 93 и TSV Hanau 1860.
Ханау има један од најстаријих мачевање клубова у Немачкој и три веслачка клуба. Голф терен у Ханауу у бањском комплексу Вилхелмсбад један је од најпознатијих у Немачкој.

## Галерија
- Филип Лудвиг II
- Детаљ на Тријумфалној капији у Паризу:Битка код Ханауа
- Грб грофова од Ханауа, Шајблеров грбовник 1450–1480
- Већница и споменик браћи Грим
- Goldschmiedehaus
- Трг испред Форума